# Danh sách thủ tướng Eswatini
Đây là danh sách thủ tướng của Eswatini (tiếng Swazi: Ndvunankhulu) từ khi chức vụ được thành lập vào năm 1967.
Eswatini đã trải qua 12 đời Thủ tướng, chưa tính đến 8 Thủ tướng tạm quyền. Barnabas Sibusiso Dlamini là Thủ tướng duy nhất giữ hai nhiệm kỳ không liên tiếp.
Thủ tướng hiện tại là Russell Dlamini, giữ chức từ ngày 4 tháng 11 năm 2023. Ông được Quốc vương Mswati III bổ nhiệm tại Làng Hoàng gia Ludzidzini.

## Danh sách
Đảng phái chính trị
Phe phái khác
Địa vị
Ghi chú
†  Qua đời khi đương nhiệm
| Stt. | Chân dung                | Tên (sinh–mất)                        | Bầu cử    | Nhiệm kỳ             | Nhiệm kỳ                | Nhiệm kỳ           | Đảng phái        | Quân chủ               |
| Stt. | Chân dung                | Tên (sinh–mất)                        | Bầu cử    | Nhậm chức            | Hết nhiệm               | Thời gian giữ chức | Đảng phái        | Quân chủ               |
| ---- | ------------------------ | ------------------------------------- | --------- | -------------------- | ----------------------- | ------------------ | ---------------- | ---------------------- |
| 1    |                          | Makhosini Dlamini (1914–1978)         | 1967 1972 | 16 tháng 5 năm 1967  | 31 tháng 3 năm 1976     | 8 năm, 320 ngày    | INM (until 1973) | Sobhuza II (1899–1982) |
|      | Độc lập                  | Makhosini Dlamini (1914–1978)         | 1967 1972 | 16 tháng 5 năm 1967  | 31 tháng 3 năm 1976     | 8 năm, 320 ngày    |                  | Sobhuza II (1899–1982) |
| 2    |                          | Maphevu Dlamini (1922–1979)           | 1978      | 31 tháng 3 năm 1976  | 25 tháng 10 năm 1979†   | 3 năm, 208 ngày    | Độc lập          | Sobhuza II (1899–1982) |
| —    |                          | Ben Nsibandze (1931–2021)             | —         | 25 tháng 10 năm 1979 | 23 tháng 11 năm 1979    | 29 ngày            | Độc lập          | Sobhuza II (1899–1982) |
| 3    |                          | Mabandla Dlamini (sinh năm 1930)      | —         | 23 tháng 11 năm 1979 | 25 tháng 3 năm 1983     | 3 năm, 122 ngày    | Độc lập          | Sobhuza II (1899–1982) |
| 3    | Interregnum              | Mabandla Dlamini (sinh năm 1930)      | —         | 23 tháng 11 năm 1979 | 25 tháng 3 năm 1983     | 3 năm, 122 ngày    | Độc lập          |                        |
| 4    |                          | Bhekimpi Dlamini (1924–1999)          | 1983      | 25 tháng 3 năm 1983  | 6 tháng 10 năm 1986     | 3 năm, 195 ngày    | Độc lập          |                        |
| 4    | Mswati III (từ năm 1986) | Bhekimpi Dlamini (1924–1999)          | 1983      | 25 tháng 3 năm 1983  | 6 tháng 10 năm 1986     | 3 năm, 195 ngày    | Độc lập          |                        |
| 5    |                          | Sotsha Dlamini (1940–2017)            | 1987      | 6 tháng 10 năm 1986  | 12 tháng 7 năm 1989     | 2 năm, 279 ngày    | Độc lập          |                        |
| 6    |                          | Obed Dlamini (1937–2017)              | —         | 12 tháng 7 năm 1989  | 25 tháng 10 năm 1993    | 4 năm, 105 ngày    | Độc lập          |                        |
| —    |                          | Andreas Fakudze (mất 2013)            | —         | 25 tháng 10 năm 1993 | 4 tháng 11 năm 1993     | 10 ngày            | Độc lập          |                        |
| 7    |                          | Jameson Mbilini Dlamini (1921–2008)   | 1993      | 4 tháng 11 năm 1993  | 8 tháng 5 năm 1996      | 2 năm, 186 ngày    | Độc lập          |                        |
| —    |                          | Sishayi Nxumalo (1936–2000)           | —         | 8 tháng 5 năm 1996   | 26 tháng 7 năm 1996     | 79 ngày            | Độc lập          |                        |
| 8    |                          | Barnabas Sibusiso Dlamini (1942–2018) | 1998      | 26 tháng 7 năm 1996  | 29 tháng 9 năm 2003     | 7 năm, 65 ngày     | Độc lập          |                        |
| —    |                          | Paul Shabangu (sinh năm 1943)         | —         | 29 tháng 9 năm 2003  | 6 tháng 11 năm 2003     | 38 ngày            | Độc lập          |                        |
| 9    |                          | Themba Dlamini (sinh năm 1950)        | 2003      | 6 tháng 11 năm 2003  | 18 tháng 9 năm 2008     | 4 năm, 317 ngày    | Độc lập          |                        |
| —    |                          | Bheki Dlamini                         | —         | 18 tháng 9 năm 2008  | 23 tháng 10 năm 2008    | 35 ngày            | Độc lập          |                        |
| (8)  |                          | Barnabas Sibusiso Dlamini (1942–2018) | 2008 2013 | 23 tháng 10 năm 2008 | 5 tháng 9 năm 2018      | 9 năm, 317 ngày    | Độc lập          |                        |
| —    |                          | Vincent Mhlanga (mất 2020)            | —         | 5 tháng 9 năm 2018   | 27 tháng 10 năm 2018    | 52 ngày            | Độc lập          |                        |
| 10   |                          | Ambrose Mandvulo Dlamini (1968–2020)  | 2018      | 27 tháng 10 năm 2018 | 13 tháng 12 năm 2020[†] | 2 năm, 47 ngày     | Độc lập          |                        |
| —    |                          | Themba Masuku (sinh năm 1950)         | —         | 13 tháng 12 năm 2020 | 19 tháng 7 năm 2021     | 218 ngày           | Độc lập          |                        |
| 11   |                          | Cleopas Dlamini (sinh năm 1952)       | —         | 19 tháng 7 năm 2021  | 28 tháng 9 năm 2023     | 2 năm, 71 ngày     | Độc lập          |                        |
| —    |                          | Mgwagwa Gamedze (sinh 19–)            | —         | 28 tháng 9 năm 2023  | 4 tháng 11 năm 2023     | 37 ngày            | Độc lập          |                        |
| 12   |                          | Russell Dlamini (sinh năm 1973)       | 2023      | 4 tháng 11 năm 2023  | Đương nhiệm             | 1 năm, 178 ngày    | Độc lập          |                        |